# Winstverwatering
Van winstverwatering is sprake als een organisatie (in de praktijk meestal een NV of BV) besluit tot een extra uitgifte van aandelen.
Dit kan noodzakelijk zijn omdat het vermogen van de onderneming 'op' begint te raken door bijvoorbeeld voortdurende verliezen. Om te voorkomen dat het geld opraakt, wordt dan besloten tot de uitgifte van extra aandelen.
Dit betekent dan wel dat de bestaande aandeelhouders de (toekomstige) winsten met meer aandeelhouders moeten delen dan waarvan oorspronkelijk sprake van was. 
Bijvoorbeeld:
Bij een winst van 100 euro en 100 aandelen, krijgt ieder aandeel 1 euro. Wanneer diezelfde winst van 100 euro met 200 aandelen wordt verdeeld, krijgt ieder aandeel nog maar 50 eurocent. Deze afname van de winst per aandeel wordt nu winstverwatering genoemd.
Om in de Algemene Vergadering van Aandeelhouders de zittende aandeelhouders mee te krijgen en nog enigszins tegemoet te komen, worden er vaak compensatiemaatregelen getroffen. Zo kan bijvoorbeeld worden bepaald dat de bestaande aandeelhouders claims krijgen toegekend voor ieder aandeel dat zij bezitten.
Bij de uiteindelijke emissie kan dan worden bepaald dat men de aandelen alleen kan verkrijgen door de inlevering van een bepaald aantal claims en bijbetaling van een bedrag. Hierdoor kan de zittende aandeelhouder dus bijvoorbeeld besluiten de hem toegekende claims te verkopen en hierdoor een soort bedrag ter compensatie verkrijgen voor de winstverwatering. Uiteraard kan de zittende aandeelhouder er ook voor kiezen deel te nemen aan de emissie. Dan kan hij de toegekende claims inruilen (en bijbetalen) voor de nieuw uit te geven aandelen.